# Phrysapoderus pulchellus
Phrysapoderus pulchellus là một loài bọ cánh cứng trong họ Attelabidae. Loài này được Pascoe miêu tả khoa học năm 1883.